# Гарднер, Роберт (футболист)
Роберт Гарднер (англ. Robert Gardner; 31 мая 1847, Глазго, Шотландия — 27 февраля 1887, Саут-Куинсферри, Шотландия) — шотландский футболист, судья и функционер. Участник первого официального международного футбольного матча. Президент Шотландской футбольной ассоциации в 1877—1878 годах.

## Биография
Роберт родился 31 мая 1847 года в семье разнорабочего. Он находился в «Куинз Парк» с момента основания клуба и присутствовал на первом собрании команды 9 июля 1867 года: там Роберт был избран в клубный комитет. В 1868 году он стал секретарём своего клуба. В начале карьеры футболиста Роберт был нападающим, а в ворота он впервые встал в 1872 году. С 1869 года он был капитаном «Куинз Парк». В марте 1872 года вратарь принял участие в матче кубка Англии против клуба «Уондерерс». Роберт покинул «Куинз Парк» в 1873 году из-за недовольства его партнёров по команде тем, что он стал представителем клуба в Шотландской футбольной ассоциации. Вместе с ним из клуба ушёл его близкий друг Дэвид Уотерспун. Они присоединились к команде «Клайдсдэйл» и дошли с ней до финала первого розыгрыша кубка Шотландии, уступив трофей своему бывшему клубу. Роберт выступал за «Клайдсдэйл» до 1878 года.
30 ноября 1872 года Роберт был капитаном национальной сборной Шотландии в первом официальном футбольном матче со сборной Англии. Он был автором тактических установок для своей команды. Роберт также провёл три следующих матча шотландской сборной с англичанами. Свою последнюю игру за национальную команду вратарь сыграл 2 марта 1878 года, его соперником снова была английская сборная.
Роберт также известен как судья и функционер. 4 марта 1876 года он был одним из арбитров международного матча между Англией и Шотландией. В 1878 году Роберт судил игру шотландской национальной команды с валлийцами. В Шотландской футбольной ассоциации он заседал с 1873 года. В 1877—1878 годах Роберт возглавлял эту организацию.
В 1878 году Роберт отошёл от футбольных дел. Следующие девять лет он часто менял работу, нигде не задерживаясь надолго. 27 февраля 1887 года Роберт умер от пневмонии в Саут-Куинсферри, где он участвовал в строительстве моста Форт-Бридж. У него остались жена и двое сыновей.

## Статистика выступлений за сборную Шотландии
| Матчи Гарднера за сборную Шотландии | Матчи Гарднера за сборную Шотландии | Матчи Гарднера за сборную Шотландии | Матчи Гарднера за сборную Шотландии | Матчи Гарднера за сборную Шотландии | Матчи Гарднера за сборную Шотландии |
| №                                   | Дата                                | Оппонент                            | Счёт                                | Соревнование                        |                                     |
| ----------------------------------- | ----------------------------------- | ----------------------------------- | ----------------------------------- | ----------------------------------- | ----------------------------------- |
| 1                                   | 30 ноября 1872                      | Англия                              | 0:0                                 | Товарищеский матч                   |                                     |
| 2                                   | 8 марта 1873                        | Англия                              | 2:4                                 | Товарищеский матч                   |                                     |
| 3                                   | 7 марта 1874                        | Англия                              | 2:1                                 | Товарищеский матч                   |                                     |
| 4                                   | 6 марта 1875                        | Англия                              | 2:2                                 | Товарищеский матч                   |                                     |
| 5                                   | 2 марта 1878                        | Англия                              | 7:2                                 | Товарищеский матч                   |                                     |

Итого: 5 матчей / 9 пропущенных голов; 2 победы, 2 ничьи, 1 поражение.